# گمینا ژچنگتسا
گمینا ژچنگتسا (به لهستانی:  Gmina Rzeczenica) یک گمینا در لهستان است که در شهرستان چوخوف واقع شده‌است. گمینا ژچنگتسا ۲۷۴٫۹۲ کیلومتر مربع مساحت و ۳٬۷۲۱ نفر جمعیت دارد.